# Geringssåg

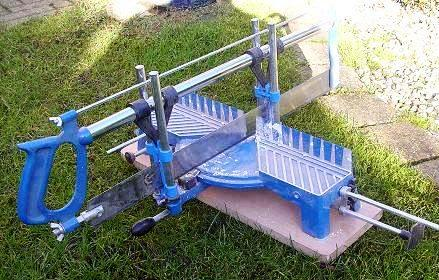
Manuell geringssåg

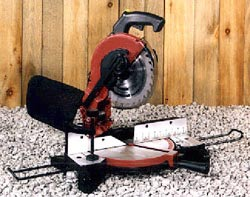
Elmotordriven geringssåg

Geringssåg används för att kapa lister eller klenare dimensioner av virke för att erhålla exakta vinklar eller för att göra geringar. 
Tidigare användes en geringslåda med önskad geringsvinkel i geringslådan.  
En elmotordriven geringssåg har en större kapacitet än en handsåg och används för att kapa all slags byggnadsvirke inklusive foder, paneler och lister.   